# La seconda tragedia della fanciulla
La seconda tragedia della fanciulla (The Second Maiden's Tragedy) è una tragedia giacomiana del 1611. L'opera è stata tramandata in forma manoscritta e anonima, anche se la paternità dell'opera viene generalmente attribuita a Thomas Middleton.

## Trama

### Atto I
Il Tiranno ha deposto il legittimo re Goviano e dichiarato il suo desiderio di sposare la Signora, la figlia del nobile Elevezio. Il Tiranno esilia Goviano, che lascia il regno non prima di aver visto il suo nemico corteggiare la Signora. La donna appare vestita a lutto e decisa a non cedere alle lusinghe del nuovo tiranno, dato che è profondamente innamorata di Goviano. Elvezio la incoraggia ad assecondare il Tiranno, ma la donna rifiuta e bacia Goviano. Il Tiranno allora cambia idea sull'esilio, dato che la Signora partirebbe con lui e non vuole perderla. Decide allora di metterla sotto la custodia di Memfonio, ordinando ad Elvezio di convincere la figlia a giacere con lui.
Anselmo, fratello di Goviano, si preoccupa con Votario della fedeltà della moglie e chiede all'amico di provare a sedurre la donna per vedere la sua reazione. La moglie e Votario parlano e la donna gli confida il suo amore per il marito e gli chiede di aiutarlo con la malinconia che lo affligge. Votario comunica il risultato dell'esperimento ad Anselmo, ma la notizia non convince l'uomo, che insiste perché il marito ci provi di nuovo e con maggior vigore. Votario allora comincia a flirtare apertamente con la donna, innamorandosi di lei poco a poco e la moglie di Anselmo comincia lentamente a contraccambiare i suoi sentimenti. Rimasta sola, la donna chiama la sua dama di compagnia Leonella e le chiede di non lasciarla mai da sola, in caso cedesse alla tentazione. Intanto però l'amante di Leonella, Bellario, ha riconosciuto in Votario il suo nemico giurato: Leonella allora decide di far sì che la moglie di Anselmo vada a letto con Votario, per far sì che il tradimento porti alla caduta del rivale.

### Atto II
La Signora e Goviano sono riusciti a fraternizzare con la guardia della donna, che li lascia incontrare in segreto ogni volta che può. Elvezio rimprovera la figlia per la sua ostinazione, ma poi si pente e loda la sua costanza e le augura il meglio con Goviano. La incoraggia però a diventare amante del Tiranno, un consiglio che manda su tutte le furie Goviano, che gli spara ma lo manca; rimprovera il suocero per il suo scarso senso paterno ed Elvezio di scusa e giura di servirlo.
Anselmo intanto si pente della situazione che si è creata con la moglie di Anselmo. Votario intanto dice ad Anselmo che Bellario è un uomo promiscuo e un traditore; Anselmo allora decide di uccidere Bellario, che si salva gettandosi dalla finestra. Leonella intercede per lui, affermando che Bellario non ha mai provato ad insidiare sua moglie, promettendogli anche di procurarsi le prove del fatto che la moglie lo tradisca con Votario.
Elvezio ritorna dal Tiranno per dirgli che la Signora non verrà e lo accusa anche di essere un regnante ingiusto e crudele. Il Tiranno allora priva Elvezio di tutto i suoi titoli, mentre Soforino informa il regnante di avere una formula segreta per conquistare ogni donna, inclusa la Signora, e mette in pegno la propria moglie come prova della sua onestà. Il Tiranno fa imprigionare Elvezio e manda Sofoniro dall'amata con un gioiello e l'ordine di portarla via, anche con la forza se necessario.

### Atto III
Soforino si reca dalla Signora, ma viene pugnalato a morte da Goviano e spira dopo aver confessato che la casa è circondata da guardie armate pronte a rapire la prigioniera. La Signora chiede a Goviano di ucciderla pur di non lasciarla cadere nelle mani del Tiranno. Goviano rifiuta, ma alla fine acconsente quando la guardia di Soforino bussa alla porta. Prova ad ucciderla ma sviene per lo shock prima di vibrare il colpo fatale. La Signora allora si suicida e Goviano, una volta ripresosi, usa il corpo di Soforino per barricare la porta. Quando le guardie irrompono nella stanza Goviano accusa Soforino di aver ucciso la Signora. Le guardie portano la notizia al Tiranno, insieme con la notizia della morte di Soforino.

### Atto IV
Votario e la moglie di Anselmo hanno escogitato un piano per rassicurare il marito geloso e, allo stesso tempo, continuare ad essere amanti. Il piano consiste nel nascondere Anselmo in un armadio per far sì che assista al fermo rifiuto che la moglie darà a Votario e, per rendere tutto più credibile, la donna tenterà di ferire lo spasimante con un coltello. La moglie ordina a Leonella di preparare un'arma per la sceneggiata, ma di dire anche a Votario di indossare una cotta di maglia, così che il colpo non gli sia fatale. Leonella comunica il piano a Bellario, che le consiglia di non dire nulla a Votario della cotta di maglia, lasciando così che la moglie di Anselmo uccida il rivale per davvero. La esorta inoltre ad avvelenare la lama, così che il colpo sia sicuramente fatale.
Il Tiranno è addolorato dalle notizie della morte della Signora e di Soforino e decide quindi di ordinare a Memfonio di uccidere il messaggero. Il Tiranno incolpa se stesso per la morte dell'amata e ordina anche il rilascio di Goviano. Dà anche l'ordine che gli vengano consegnati una scure e le chiavi della cattedrale, così da poter violare la tomba della Signora per abbracciarla un'ultima volta. I soldati rifiutano di riesumare la Signora, così il Tiranno apre il sepolcro personalmente, bacia il cadavere e medita sulla sua freddezza. Ordina quindi che il corpo venga portato al suo palazzo così che possa essere imbalsamato e stare con lui per sempre.
Goviano va a visitare la tomba dell'amata, ma mentre prega la voce della Signora risponde "Io non sono qui dentro". Quando Goviano prova ad ottenere altre risposte il sepolcro si spalanca e il fantasma della Signora lo informa che il suo corpo è stato portato via dal Tiranno e il suo riposo eterno è stato così disturbato. Goviano giura di rimediare alla situazione e il fantasma sparisce.

### Atto V
Votario nasconde Anselmo nell'armadio, mentre la moglie prosegue con la messinscena dicendo a Leonella che si ucciderà nel caso Votario non la lasci in pace. Votario entra nella stanza e la moglie di Anselmo lo rifiuta e lo pugnala con la lama che le ha dato Leonella. Votario muore ed Anselmo salta fuori dall'armadio, accusando Leonella di aver calunniato la sua padrona e pugnalandola a morte. Bellario entra e sfida Anselmo a duello, ma la moglie si getta intenzionalmente tra le due spade, venendo così uccisa. Il duello continua e i due si feriscono mortalmente. Anselmo muore per primo e Goviano arriva appena in tempo per sentir Bellario raccontargli gli eventi prima di spirare a sua volta. Sentendo della relazione clandestina della moglie, Anselmo si riprende a si trascina lontano dal corpo della donna, per poi morire definitivamente.
I servi del Tiranno portano il cadavere della Signora a palazzo, lo rivestono di nero e lo adornando con delle perle e un crocifisso. Mentre il Tiranno fa la corte al cadavere, Goviano entra a palazzo fingendo di essere il pittore ingaggiato per immortalare la Signora. Il Tiranno gli ordina di dipingere la donna come se fosse ancora viva. Goviano lo fa e il Tiranno bacia le labbra del ritratto, cominciando così a sentirsi male. Goviano si rivela quindi al Tiranno, confidandogli non solo la sua vera identità ma di aver avvelenato i colori con cui ha dipinto il quadro. Il fantasma della Signora riappare, conforta l'amato e spaventa il Tiranno. Ritrovata la sua pace, la Signora scompare. I nobili irrompono nella stanza e il Tiranno ordina loro di arrestare Goviano, ma gli aristocratici rifiutano e giurano alleanza al vecchio regnante. Il Tiranno muore e Goviano mette una corona in capo alla Signora, la proclama la sua regina e ordina che il corpo venga sepolto di nuovo nella cattedrale.

## Origini

### Fonti
La tragedia presenta diversi elementi quasi formulaici del teatro giacomiano, tra cui un tiranno malvagio con un'ossessione per una fanciulla casta e pura, un'attenzione particolare per sessualità deviate come la necrofilia e il gusto per morti stravaganti legate al veleno. Ad esempio, così come il Tiranno muore dopo aver baciato un quadro avvelenato, il personaggio di Julia ne La duchessa di Amalfi muore sfogliando una Bibbia avvelenata e il Duca de La tragedia del vendicatore si avvelena accidentalmente baciando le labbra di un teschio.
La sottotrama su Anselmo, sua moglie, Votario, Leonella e Bellario è fortemente ispirato alla storia El Curioso Impertinente, riportata nella prima parte, libro IV, capitoli 33-35 del Don Chisciotte della Mancia.

### Composizione e stampa
La tragedia fu scritta nel 1611 e portata in scena lo stesso anno dai King's Men. Il manoscritto fu acquistato da Humphrey Moseley dopo la chiusura dei teatri nel 1642. Il manoscritto fu acquistato dalBritish Museum nel 1807 e fu dato alle stampe per la prima volta nel 1825.

## Commento

### Paternità dell'opera
La paternità dell'opera è oggetto di dibattito. Un proprietario del manoscritto scrisse di proprio pugno, presumibilmente nel XVII secolo, che l'autore della tragedia poteva essere Thomas Goffe, William Shakespeare o George Chapman. Il poeta vittoriano Algernon Charles Swinburne è stato il primo ad attribuire l'opera a Thomas Middleton, un'opinione oggi condivisa dalla gran parte dei critici letterari. Nel 1998 l'opera fu attribuita a Middleton nell'antologia Four Jacobean Sex Tragedies, mentre nel 2007 è stata inclusa nell'opera omnia di Middleton. 

### Il titolo
Il titolo originale della tragedia è sconosciuto dato che il manoscritto non ne riporta alcuno. George Buc, il censore ufficiale all'inizio del XVII secolo, ha notato l'assenza di un titolo, descrivendo l'opera come "This second Maiden's Tragedy (for it hath no name inscribed)...". Buc probabilmente stava paragonando l'opera a La tragedia della fanciulla di Francis Beaumont e John Fletcher. Il commento di Buc generò confusione per anni a seguire, tanto che una trentina d'anni dopo Humphrey Moseley inserì l'opera nel Stationers' Register con il titolo La tragedia della fanciulla, parte II.
In anni più recenti diversi editori hanno preferito rinominare l'opera. Nell'antologia Four Jacobean Sex Tragedies, Martin Wiggins ha sostenuto che l'aggettivo "seconda" si riferisce alla tragedia e non alla fanciulla, dato che non c'è alcuna "seconda fanciulla" nell'opera. Nell'opera omnia di Middleton, la professoressa Julia Briggs ha inoltre sostenuto che la parola "maiden" (fanciulla) non appare mai all'interno della tragedia e di conseguenza ha ribattezzato l'opera The Lady's Tragedy, come riferimento all'anonima protagonista chiamata semplicemente Signora ("Lady"). Diversi allestimenti della tragedia hanno dato un titolo diverso all'opera di Milddleton, tra cui The Tyrant's Tragedy e The Tyrant.

### Il rapporto conCardenio
Nel 1994 il paleografo Charles Hamilton ha affermato che il manoscritto di The Second Maiden's Tragedy è in realtà il Cardenio, l'opera perduta di Shakespeare. L'opinione di Hamitlon ha riscosso pochissimo successo negli ambienti accademici e l'attribuzione della tragedia a Middleton è ora data virtualmente per certa. È tuttavia vero che come il Cardenio shakespeariano anche La seconda tragedia della fanciulla è stata ispirata al Don Chisciotte di Cervantes. Le teorie di Hamilton, per quanto poco accreditate, hanno contribuito in parte a una riscoperta della tragedia durante gli anni novanta, quando diversi allestimenti dell'opera furono portati in scena negli Stati Uniti e nel Regno Unito.
Anche se la tragedia è quasi certamente di Middleton, Shakespeare potrebbe effettivamente avere contribuito all'opera. Il manoscritto contiene della pagine sciolte scritte non nella grafia di Middleton ma da una mano simile a quella generalmente attribuita a Shakespeare. Nel 1611 il drammaturgo di Stratford lavorava ancora con i King's Men, quindi — anche se non ha scritto personalmente l'opera — potrebbe aver collaborato nella sua revisione o stesura.